# Timothy Williamson
Timothy Williamson (Uppsala, 6 augustus 1955) is een Brits filosoof voornamelijk gespecialiseerd in filosofische logica, taalfilosofie, kennistheorie en metafysica. 

## Biografie
Williamson heeft zijn studie genoten aan de Leighton Park School en vervolgens aan de Henley Grammar School. Daarna ging hij naar de Universiteit van Oxford. In 1976 behaalde hij zijn bachelor in de wiskunde en filosofie met grote onderscheiding en in 1981 verdedigde hij met succes zijn doctoraat in de filosofie (D.Phil.). Zijn thesis was getiteld "The Concept of Approximation to the Truth".
Hij is op dit moment Wykeham professor in de logica aan de universiteit van Oxford en Fellow aan het New College, Oxford. Eerder bezette hij de stoel van hoogleraar in de logica en metafysica aan de universiteit van Edinburgh (1995-2000). Ook was hij van 1980-1988 verbonden aan het Trinity College, Dublin. Van 2004 tot 2005 was hij de voorzitter van de Aristotelian Society.
Hij is ook Fellow van de British Academy, de Norwegian Academy of Science and Letters, Fellow aan de Royal Society of Edinburgh en buitenlands Honorary Fellow aan de American Academy of Arts and Sciences.
Timothy Williamson is getrouwd met de pianist, Ana Mladenoviċ Williamson. Samen hebben ze drie kinderen: Alice, Conrad en Arno.

## Filosofie
Williamson heeft verscheidene bijdragen geleverd aan de analytische taalfilosofie, logica, metafysica en kennistheorie.
Omtrent het concept 'vaagheid', verdedigt hij de stelling van het epistemicisme, dat stelt dat elk vaag predicaat (zoals "kaal" of "dun") in feite een scherpe grens heeft. Wij, mensen, kunnen deze grenzen echter niet kennen. Dit houdt dus in dat er een aantal haren is waarvoor geldt dat iemand met dat aantal haren kaal is, maar met één haar meer niet. In praktijk kunnen we hier echter geen nummer op plakken. Oorspronkelijk werd deze oplossing voor de soritesparadox als controversieel en onaanvaardbaar gezien, maar heeft tegenwoordig meer ingang in de filosofie gevonden.
In de kennistheorie verdedigt hij de positie dat het concept van kennis niet verder analyseerbaar is. Deze stelling gaat lijnrecht in tegen wat algemeen verdedigd wordt in de filosofische literatuur (zoals de klassieke definitie van "ware en gerechtvaardigde overtuiging"). Hij is het wel eens dat kennis rechtvaardiging, waarheid en overtuiging impliceert, maar dat het op zich 'conceptueel primitief' is.